# 戚維義
戚維義（1937年—2019年3月29日），浙江諸暨人，水墨畫家，電影演員唐寶雲前夫。

## 生平

### 早年
戚維義1937年生於浙江諸暨，有親弟，8歲移居上海。戚維義到臺灣後，中學就讀師大附中，1958年國立師範大學藝術科畢業。

### 結婚
1963年，戚維義在苗栗中學教書時，與當時才初中二年級的學生唐寶雲相戀。之後，戚維義至美國路易斯維爾大學藝術學院就讀碩士。在美國念碩士時，他每周一次與在臺灣拍戲的唐寶雲通信。1967年8月3日，自美返國的戚維義與唐寶雲在台北聖家堂由艾百樂神父主持下結婚，一千多位親友和影迷見證。
戚維義後至華盛頓大學藝術考古博士班研修。但他因感到博士學位對繪畫無太大幫助，便放棄就讀，與唐寶雲搬到紐約。1969年，戚維義在紐約成立畫室。據戚維義回憶，他在紐約與唐寶雲生活期間是兩人最快樂的日子。1970年，因唐寶雲因復出拍攝電影《秋決》，戚維義決定連袂回臺灣。夫妻住在臺北市永康街期間，婚姻生活發生家暴問題。1981年1月15日，兩人離婚。兩人到去世都沒再婚、無子女。

### 創作
回臺灣後，戚維義在仁愛路的北歐大廈開設畫室，常到國立歷史博物館後院的荷花池塘賞荷、畫荷花。在朋友眼中，他是達觀的性情中人。戚維義喜歡收藏木雕佛像，也收藏過丘逢甲的「冬官第」匾。
戚維義認為畫作是表達內在的心靈映象，畫作主題以荷花最著名。友人周錫瑋回憶，戚維義水墨畫狂放、不拘格局、自成一家，連拖把、刷子都可作畫。
戚維義晚年創作轉向陶瓷畫。2019年3月29日，因肺腺癌末期於台北榮總病逝。